# James Hay Gosse
Sir James Hay Gosse (21 de dezembro de 1876 - 14 de agosto de 1952) foi um empresário, desportista e filantropo australiano. Esteve envolvido com diversas empresas e organizações comunitárias em Adelaide e arredores, no sul da Austrália.
Gosse nasceu em Kent Town, Adelaide, o segundo de três filhos do explorador William Gosse e da sua esposa Agnes (nascida Hay). O seu pai morreu quando ele tinha quatro anos. Os seus avós eram o cirurgião William Gosse Sr. e o político Alexander Hay . Gosse foi educado no St Peter's College, Adelaide, saindo em 1896. Para alé de outros desportos, destacou-se no remo, representando o seu estado entre 1902 e 1905; foi mais tarde presidente do Adelaide Rowing Club de 1924 a 1931.
Gosse foi presidente do Norwood Football Club de 1920 a 1939 e presidente da South Australian National Football League (SANFL) de 1945 até a sua morte em 1952. Foi governador da sua antiga escola St Peter's College de 1917 a 1938 e serviu no conselho do South Australian Museum . Gosse tinha um grande interesse por questões ambientais, cumprindo dois mandatos como presidente da Royal South Australian Zoological Society (1923 a 1931 e 1935 a 1947) e como presidente do Conselho de Fauna e Flora do governo estadual de 1940 a 1952. Em 1948, doou 1200 hectares de terra no Coorong para fins de conservação. Nas honras de aniversário do ano anterior, foi nomeado Knight Bachelor, "em reconhecimento ao serviço público no sul da Austrália".